# California (El Salvador)
California é um município de El Salvador, localizado no departamento de Usulután.